# Marcelo, Marmelo, Martelo
Marcelo, Marmelo, Martelo é um livro infantil de autoria da escritora brasileira Ruth Rocha e ilustrador Adalberto Cornavaca e lançado originalmente em 1976 pela editora Salamandra, foi o primeiro livro escrita pela própria autora. São mais de 55 edições tornando-se um clássico utilizado nas escolas de todo Brasil.
Em 2011, a Salamandra lançou o livro reformulado sendo ilustrada pela carioca Mariana Massarani, que contém 72 páginas.

## Descrição
Este livro mostra situações reais do cotidiano de um jeito que procura ser simples e de modo colorido. Os personagens dos três contos que compõem este livro são crianças que vivem no espaço urbano. Elas resolvem seus impasses com muita esperteza e vivacidade; Marcelo cria palavras novas, Teresinha e Gabriela descobrem a identidade na diferença e Carlos Alberto compreende a importância da amizade.

## Adaptações
Em 2022, Marcelo Marmelo Martelo foi adaptado para série de televisão com mesmo título produzida pela VIS e parceria com Coiote com 13 episódios com termino das gravações em setembro.
No dia 8 de julho de 2023, a série estreou na Nickelodeon Brasil, Paramount+ e no Nickelodeon Portugal.